# 海南型哨戒艇
海南型哨戒艇（英語: Hainan-class patrol crafts）は、中国人民解放軍海軍の哨戒艇（駆潜艇）の艦級に対して付与されたNATOコードネーム。中国人民解放軍海軍での名称は037型駆潜艇（037型反潜护卫艇）。
人民解放軍海軍は、1950年代後半より小型水上艦艇のファミリー化を模索し始めた。これは、駆潜艇や指揮艇、交通艇などを同じ設計にもとづいて建造するものであり、これに応じて開発されたのが本型である。設計面では、ソビエト連邦のSO-1型がベースとされている。なお、初期建造艇では、主砲はアメリカ製のMk.26 3インチ緩射砲とされている。
1番艇は1962年8月に起工され、1963年12月に進水、1964年3月より海上公試に入った。以後、1980年代末までに100隻以上が建造された。